# Danijar Achmetow
Danijar Jermekowitsch Achmetow (kasachisch Данияр Ермекович Ахметов; * 30. März 1988 in Qaraghandy, Kasachische SSR) ist ein kasachischer Eishockeyspieler, der seit 2009 bei Barys Astana in der Kontinentalen Hockey-Liga unter Vertrag steht und für deren zweite Mannschaft in der Kasachischen Meisterschaft spielt.

## Karriere
Danijar Achmetow begann seine Karriere als Eishockeyspieler in seiner Heimatstadt in der Nachwuchsabteilung von Kasachmys Karaganda, für dessen erste Mannschaft er von 2004 bis 2006 in der Kasachischen Meisterschaft aktiv war. Dem Verein blieb der Verteidiger auch in der Saison 2006/07 erhalten, nachdem dieser nach Sätbajew umgesiedelt und in Kasachmys Satpajew umbenannt worden war. Für Satpajew spielte er in dieser Spielzeit sowohl in der Wysschaja Liga, der zweiten russischen Spielklasse, als auch in der kasachischen Meisterschaft, sowie für dessen zweite Mannschaft in der drittklassigen russischen Perwaja Liga. 
Die Saison 2007/08 verbrachte Achmetow bei Barys Astana, für das er in der Wysschaja Liga, sowie für dessen zweite Mannschaft parallel in der Perwaja Liga auflief. Es folgte ein Jahr bei dessen Wysschaja Liga-Konkurrenten HK Sary-Arka Karaganda, ehe er zur Saison 2009/10 zu Barys Astana zurückkehrte. Dort konnte er sich jedoch für keinen Einsatz im KHL-Team empfehlen, sondern stand stattdessen nur in der kasachischen Meisterschaft auf dem Eis.

### International
Für Kasachstan nahm Achmetow an der U18-Junioren-B-Weltmeisterschaft 2006 sowie den U20-Junioren-B-Weltmeisterschaften 2006 und 2007 teil. Bei der U20-B-WM 2007 gelang ihm mit seinem Land der Aufstieg in die Top Division. Insgesamt gab er in 15 Junioren-Länderspielen zwei Torvorlagen.

## Erfolge und Auszeichnungen
- 2007 Aufstieg in die Top Division bei der U20-Junioren-Weltmeisterschaft der Division I

## Wysschaja Liga-Statistik
(Stand: Ende der Saison 2010/11)